# Burn the Witch (manga)
Burn the Witch, reso graficamente come BURN THE WITCH, è un manga shōnen scritto e disegnato da Tite Kubo. L'opera, inizialmente pubblicata come one-shot sulla rivista Weekly Shōnen Jump di Shūeisha a luglio 2018, ha ripreso la serializzazione a partire da agosto 2020, con la pubblicazione di altri quattro capitoli. Una seconda stagione del manga è stata annunciata. L'opera è stata adattata in un film anime realizzato dallo Studio Colorido, uscito nelle sale giapponesi a ottobre 2020. Burn the Witch si svolge nello stesso universo  del precedente manga di Kubo, Bleach.
Il manga in Italia è edito da Panini Comics.

## Personaggi
Ninny Spangcole (ニニー・スパンコール?, Ninī Supankōru)
Doppiata da: Asami Tano
Noel Niihashi (新橋 のえる?, Niihashi Noeru)
Doppiata da: Yuina Yamada
Macy Baljure (メイシー・バルジャー?, Meishī Barujā)
Doppiata da: Saori Hayami
Balgo Parks (バルゴ・パークス?, Barugo Pākusu)
Doppiato da: Shinba Tsuchiya
Bruno Bangnyfe (ブルーノ・バングナイフ?, Burūno Bangunaifu)
Doppiato da: Chikahiro Kobayashi
Billy Banx Jr. (ビリー・バンクス Jr.?, Birī Bankusu Junia)
Doppiato da: Hiroaki Hirata
Osushi-chan (オスシちゃん?)
Doppiato da: Rie Hikisaka
Wolfgang Slashhaut (ウルフギャング・スラッシュハウト?, Urufugyangu Surasshuhauto)
Doppiato da: Mugihito
Sullivan Squire (サリバン・スクワイア?, Sariban Sukuwaia)
Doppiata da: Haruka Shimizu
Roy B. Dipper (ロイ・B・ディッパー?, Roi B Dippā)
Doppiato da: Miou Tanaka

## Media

### Manga
Annunciato sul sito ufficiale del Weekly Shōnen Jump, Burn the Witch ha debuttato sul 33º numero della rivista il 14 luglio 2018 con un capitolo one-shot di 62 pagine. Successivamente, il manga ha ripreso la serializzazione il 24 agosto 2020 sul 38º numero di Weekly Shōnen Jump, con la pubblicazione di altri quattro capitoli, al termine dei quali è stato confermato che il manga proseguirà con una struttura a "stagioni", e annunciandone la seconda.
Il 2 ottobre 2020, in concomitanza con l'uscita dell'adattamento animato, viene pubblicato il primo volume tankōbon della serie, contenente lo one-shot ed i primi quattro capitoli del manga.
In Italia la serie è stata annunciata l'8 giugno 2021 da Panini Comics, che la pubblica sotto l'etichetta Planet Manga nella collana Manga Graphic Novel dal 26 agosto 2021.

#### Volumi
| Nº | Titolo italiano | Data di prima pubblicazione           | Data di prima pubblicazione |
| Nº | Titolo italiano | Giapponese                            | Italiano                    |
| 1  | Don't Judge A Book By Its Cover | 2 ottobre 2020 ISBN 978-4-08-882428-4 | 26 agosto 2021              |
| 1  | Capitoli - 0.8. Don't Judge A Book By Its Cover - 1. Witches Blow A New Pipe - 2. Ghillie Suit - 3. She Makes Me Special - 4. If A Lion Could Speak, We Couldn't Understand |                                       |                             |

### Anime
A marzo 2020, durante una diretta streaming per celebrare il ventesimo anniversario di Bleach, viene annunciato un adattamento animato cinematografico di Burn the Witch. Il film è stato proiettato nei cinema giapponesi il 2 ottobre 2020 e contemporaneamente distribuito in streaming, diviso in tre parti, su Crunchyroll nei paesi in cui il servizio è disponibile tra cui l'Italia dove è stato pubblicato in lingua originale con i sottotitoli in italiano.
A settembre 2023, dopo l'anteprima in Giappone del decimo episodio della seconda parte di Bleach: Thousand-Year Blood War The Separation, è stato annunciato il TV special animato Burn the Witch 0.8, basato sull'omonimo capitolo prequel e realizzato dallo staff del film.

## Accoglienza
Il primo volume di Burn the Witch ha venduto 86 066 copie stampate nella prima settimana e 68 810 copie stampate nella seconda settimana.
Burn the Witch si è classificato al 48º posto nella classifica 2020 della community di manga di Alu "My Manga Best5", a cui hanno partecipato 46 641 utenti (tramite Twitter).
Skyler Allen di The Fandom Post ha scritto che nonostante manchi la stessa "scintilla" dell'inizio di Bleach, lo one-shot di Burn the Witch è comunque divertente e ha un grande potenziale di crescita in una serializzazione completa, ma viene speso troppo tempo per la sua configurazione per funzionare come una storia a sé stante. Ha elogiato fortemente i disegni di Kubo e i memorabili design dei personaggi, ma ha criticato lo one-shot come "sfocato" per le idee che non sono state adeguatamente sviluppate.